# 万寿镇 (天长市)
万寿镇，是中国安徽省天长市下属的一个行政建制镇，位于天长市东北部。
该镇东临高邮湖，北依白塔河，南濒洋湖，西南与天长市接壤。现辖汊河、闫尖、张安、百子、万寿、何坝、戊桥、忠孝八个村民委员会和1个居民委员会。该镇共有105个村民组，4174户居民，15236人。